# 우주전대 큐레인저
《우주전대 큐레인저》(宇宙戦隊キュウレンジャー 우추센타이 큐렌자[*])는 슈퍼 전대 시리즈의 41번째 작품이다. 대한민국에서는 파워레인저 갤럭시포스라는 이름으로 2018년 7월 7일부터 방영하여 2018년 12월 15일에 완결했고, 미국에서는 《파워 레인저: 코스믹퓨리》(Power Rangers" Cosmic Fury)으로 리메이크하여 방영하였다.

## 개요
궁극의 구세주 9명과 늘어난 멤버까지 합한 12명이 다크매터로부터 우주를 지킨다.

## 줄거리
일본 : 큐타마에게 선택받은 9명의 궁극의 구세주가 자크매터로부터 우주를 지키는 이야기이다. 그리고 막판에 10명, 11명, 12명까지 모이게 된다.
대한민국 : 스타볼의 선택받은 9명의 궁극의 구세주가 다크매터로부터 우주를 지키는 이야기이다. 그리고 막판에 10명, 11명, 12명까지 모이게 된다.

## 등장인물 / 배우 / 성우/방송인
김창모의 방송인

### 큐레인저(갤럭시포스)
- 럭키 / 시시 레드(레오 레드)(슈퍼스타(Super star))

키즈 타쿠미 / 남도형
(ラッキー 럭키[*], Lucky) ■
- 스팅거 / 사소리 오렌지(스콜피온 오렌지)(포이즌스타(poison star))

키시 요스케 / 장민혁
(スティンガー 스팅거[*], Stinger) ■
- 가루(가르) / 오오카미 블루(울프 블루)(비스트스타(beast star))

나카이 카즈야 / 이현
(ガル, Garu) ■
- 밸런스 / 텐빈 골드(리브라 골드)(트릭스타(trick star)

오노 유키 / 서반석
(バランス 밸런스[*], Balance) ■
- 챔프 / 오우시 블랙(옥스 블랙)(링스타(Ling star))

오오츠카 아키오 / 정영웅
(チャンプ 챔프[*], Champ) ■
- 나가 레이 / 헤비츠카이 실버(오퓨크스 실버)(사일런트스타(silent star))

야마자키 다이키 / 박성영
(ナーガ・レイ, Naga Ray) ■
- 하미 / 카멜레온 그린(닌자스타(ninger star))

오오쿠보 사쿠라코 / 송하림
(ハミィ 하미[*], Hammy) ■
- 랩터 283 / 와시 핑크(호크 핑크)

M•A•O / 강은애
(ラプター283 라푸타 니하치산[*], Raptor 283) ■
- 스파다 / 카지키 옐로(소드피시 옐로우)(푸드마이스타(Food my star)

사카키바라 테츠지 / 윤용식
(スパーダ, Spada) ■
- 쇼 론포 / 류 커맨더(드래곤 커맨더)

카미야 히로시 / 김영진
(ショウ・ロンポー, Shou Ronpo) ■
- 사쿠마 코타로(최지웅) / 코구마 스카이블루(리틀베어 스카이블루)(빅 스타(Big star)

타쿠치 쇼타 / 이다은
(佐久間 小太郎, 崔知熊) ■
- 오오토리 츠루기(닉 스워드) / 호우오우 솔저(피닉스 솔저)

미나미 케이스케 / 박영재
(鳳 ツルギ, Nick sword) ■ 전투력 순위는 럭키>츠루기>쇼 론포>스팅거>나가 레이>가루, 스파다>챔프, 밸런스>하미>랩터 283이다.

### 리벨리온
(リベリオン 리벨리온[*], Rebellion)
- 빅베어

(ビッグベア 빗구베아[*])
야나다 키요유키 / 김민주 (9화, 10화)

### 우주막부 자크매터(우주제국 다크매터)
(宇宙幕府ジャークマター 우추 바쿠후 자쿠마타[*])
- 돈 아르마게

(ドン・アルマゲ 돈 아르마게[*], Don Armage)
타니 아츠키 / 이상범
후쿠쇼군
- 테추

(テッチュウ 뎃추[*])
가로
- 엘리도론

(エリードロン 엘리도론[*])
쿠로다 타카야 / 정의한
- 스콜피오

(スコルピオ 스콜피오[*])
자객
- 이카겐(징어O)

(イカーゲン)
시오야 요쿠 / 김진홍
- 마닷코(무너G)

(マーダッコ 마닷코[*])
키타무라 에리 / 원에스더
- 안톤 박사

이승행
- 어캠버(아캄바)

코미야 아리사 / 김보나

## 아이템

### 큐타마(스타볼)
총 88개로 구성된 공. 변신, 공격, 필살 공격, 큐 보이저 소환, 큐 보이저 합체등, 다양한 기능을 큐 블래스터와 연동해 사용이 가능하다.

### 큐 블래스터(갤럭시 블래스터)
럭키, 스팅거, 가르, 밸런스, 챔프, 나가 레이, 하미, 랩터 283, 스파다, 사쿠마 코타로의 변신 장치. 큐타마와 연동해 사용이 가능하다.

### 큐 더 웨폰(갤럭시 웨폰)
럭키, 스팅거, 가르, 밸런스, 챔프, 나가 레이, 하미, 랩터 283, 스파다, 사쿠마 코타로의 공격 무기. 큐타마와 연동해 사용이 가능하다.

#### 큐 소드(갤럭시 소드)
럭키의 사용 무기. 그립 위쪽에 도끼 날과 칼날을 사용하면 된다. 크기도 커서 밸런스와 사쿠마 코타로가 무거워 했다.

#### 큐 스피어(갤럭시 스피어)
스팅거, 사쿠마 코타로의 사용무기. 그립 위쪽에 칼날을 장착하고, 밑에 손잡이를 잡아당기면 된다.

#### 큐 클로(갤럭시 클로)
가르의 사용무기. 도끼 날을 그립 앞쪽에 끼우고, 접어준다.

#### 큐 크로스보우(갤럭시 크로스보우)
밸런스의 사용 무기. 도끼 날을 앞쪽에 가로로 끼운다.

#### 큐 액스(갤럭시 액스)
챔프의 사용무기. 도끼 날을 위쪽에 끼우면 된다.

#### 큐 시클(갤럭시 시클)
나가 레이의 사용 무기. 칼날을 위쪽에 끼우고 돌리고, 손잡이를 잡아당기면 된다.

#### 큐 레이피어(갤럭시 레이피어)
하미의 사용무기. 손잡이를 잡아당기면 된다.

#### 큐 샷(갤럭시 샷)
랩터 283의 사용 무기. 그립을 끼우면 끝이다.

#### 큐 슬래셔(갤럭시 슬래셔)
스파다의 사용무기. 그립 위에 칼날을 끼우면 된다.

## 등장 메카

### 15대, 큐 보이저
- 시시 보이저(레오 보이저(Leo Voyager))
- 사소리 보이저(스콜피온 보이저(Scorpion Voyager))
- 오오카미 보이저(울프 보이저(Wolf Voyager))
- 텐빈 보이저(리브라 보이저(Libra Voyager))
- 오우시 보이저(옥스 보이저(Ox Voyager))
- 헤비츠카이 보이저(오퓨크스 보이저(Ophiucs Voyager))
- 카멜레온 보이저(Chameleon Voyager)
- 와시 보이저(호크 보이저(Hawk Voyager))
- 카지키 보이저(소드피쉬 보이저(Swordfish Voyager))
- 류 보이저(드래곤 보이저(Dragon Voyager))
- 쿠마 보이저(베어 보이저(Bear Voyager))
- 호우호우 보이저(피닉스 보이저(Phoenix Voyager))
- 캘베로스 보이저(Calveros Voyager)
- 코지시 보이저(레오 레셔 보이저(Leo Raser Voyager)
- 오리온 보이저(Orion Voyager)

### 로봇
메인 메카
- 1호 메카 - 큐렌오(갤럭시킹(Galaxy King))
- 2호 메카 - 류테이오(드래곤 엠페러(Dragon Emperor))
- 3호 메카 - 기간트 호우오(기간트 피닉스(Gigant Phoenix))
- 4호 메카 - 오리온 배틀러(Orion Battler)
- 극장판 메카 - 캐르베이오스(캘베로스킹(Calveros King))

슈퍼 합체
- 슈퍼 합체 1호 메카 - 류테이 큐렌오(드래곤 갤럭시킹(Dragon Galaxy King)
- 슈퍼 합체 2호 메카 - 슈퍼 큐렌오(슈퍼 갤럭시킹(Super Galaxy King)

궁극 합체
- 궁극 합체 메카 - 큐타마진(유니버스킹(Universe king)

## 출연진
- 내레이션 - 키무라 스바루 / 김영진

### 게스트
- 호시 미나토 / 포트에트왈 - 일본: 마츠모토 히로야 / 대한민국: 전태열(우정출연, 1~2화, 35화, 44화)
- 쥬몬지 게키(우주형사 갸반 타입 G) - 일본: 이시가키 유마 / 대한민국: 이동훈(18화)
- 아카자 반반 / 탄(데카 레드 / SP 레드) - 일본: 사이네이 류지 / 대한민국: 김장(18화)
- 에나리 센이치 / 셰인(데카 그린 / SP 그린) - 일본: 이토 요스케 / 대한민국: 서윤선(18화)
- 코도우 코우메 / 유리카(데카 핑크 / SP 핑크) - 일본: 키쿠치 미카 / 대한민국 : 윤여진(18화)
- 도기 크루거(데카 마스터 / SD 마스터) - 일본: 이나다 테츠 / 대한민국: 이봉준(18화)
- 오라이온 - 안장혁

### 슈트 액터
- 시시 레드 - 타카다 마사시
- 사소리 오렌지 - 이마이 야스히코
- 가르 / 오오카미 블루 - 타케우치 야스히로
- 밸런스 / 덴빈 골드 - 오오바야시 마사루
- 챔프 / 오우시 블랙 - 오카모토 지로
- 헤비츠카이 실버 - 야베 케이조
- 카멜레온 그린 - 시모조노 아유미
- 랩터 283 / 와시 핑크 - 고미 료코
- 가지키 옐로 - 쿠사노 신스케
- 쇼 론포 / 류 커맨더 - 쿠사카 히데아키
- 고구마 스카이 블루 - 카미오 나오코
- 마다코 - 노가와 미즈호
- 스콜피오 (괴수 형태) - 츠타무네 마사토

## 음악
여는 노래
「LUCKYSTAR」/이스트코너(Link6.inc)
오프닝, 엔딩 -화요평일밤드라마- 파워레인저 갤럭시포스 31일 UBC에서 UHD에서 오후 10시 5분 ubc울산방송에서 함께해 결방되었다.
닫는 노래
「큐타마 댄싱!(스타볼 댄스!)」(キュータマダンシング! 규타마 단신구[*]) /박성영 코러스: 강은애, 김보나
내일은 오늘밤 코로나 19에서 ubc통합화요드라마에서 화요일 오늘밤 10시 55분에서 파워레인저 갤럭시포스 가 방송됩니다.

## 방영 목록
| 방송일           | 국내 방송일(애니박스, 챔프TV ubc 편성 코로나 19 함께 지역 방송편 방송기준) | 화수                | 특이사항 | 중심인물              | 부제(괄호는 국내 제목) |
| ---------------- | -------------------------------------------------------------------------- | ------------------- | --- | --------------------- | --- |
| 2017년 02월 12일 | 2018년 7월 7일 2022년 5월 31일                                             | 스페이스 01 -1부-   | 시시 레드, 오오카미 블루, 오오시 블랙, 카멜레온 그린, 카지키 옐로 첫 등장. 큐렌오 첫 합체 | 럭키, 가르            | 우주 제일의 슈퍼스타(우주 최고의 슈퍼스타) (宇宙一のスーパースター 우추이치 노 스파 스타[*])                               |
| 02월 19일        | 2018년 7월 7일 2022년 6월 7일                                              | 스페이스 02 -2부-   | 텐빈 골드, 헤비츠카이 실버 첫 합체. 갤럭시킹 바리에이션 첫 합체. | 나가 레이             | 간다! 괴도 BN단! (いくぜっ！怪盗BN団 이쿠제 가이토 비 에누단[*])                                                           |
| 02월 26일        | 2018년 7월 14일 2022년 6월 14일                                            | 스페이스 03 - 1부-  | 사소리 오렌지 첫 등장. 쇼 론포 첫 등장. | 스팅거, 챔프          | 사막의 별에서 온 남자 (砂漠の星からきた男 사바쿠 노 호시 가라 기타 오토코[*])                                              |
| 03월 05일        | 2018년 7월 14일 2022년 6월 21일                                            | 스페이스 04 - 2부 - | 와시 핑크 첫 등장(랩터는 이미 1화에 등장.) | 랩터 283              | 꿈꾸는 안드로이드 (夢みるアンドロイド 유메 미루 안도로이도[*])                                                             |
| 03월 12일        | 2018년 7월 21일 2022년 6월 28일                                            | 스페이스 05         | 사소리 오렌지 참여. | 럭키                  | 9명의 궁극의 구세주 (９人の究極の救世主 규닌 노 규쿄쿠 노 규세이슈[*])                                                     |
| 03월 19일        | 2018년 7윌 21일 2022년 7월 5일                                             | 스페이스 06         | | 럭키                  | 날아올라라! 댄싱 스타 (はばたけ！ダンシングスター 하바타케 단신구 스타[*])                                                 |
| 03월 26일        | 2018년 7월 28일 2022년 7월 12일                                            | 스페이스 07         | | 스팅거                | 생일을 되찾아라! (誕生日をとりもどせ！ 단조비 오 도리모도세[*])                                                            |
| 04월 02일        | 2018년 7월 28일 2022년 7월 19일                                            | 스페이스 08         | | 쇼 론포               | 사령관 쇼 론포의 비밀 (司令官ショウ・ロンポーの秘密 시레이칸 쇼 론포 노 히미쓰[*])                                         |
| 04월 09일        | 2018년 8월 4일 2022년 7월 26일                                             | 스페이스 09         | 류 커맨더 첫 등장(쇼 론포는 이미 3화에 등장.) | 쇼 론포               | 불타라 드래곤 마스터! (燃えよドラゴンマスター！ 모에요 도라곤 마스타[*])                                                   |
| 04월 16일        | 스페이스 10 2022년 8월 2일                                                 | 스페이스 10         | 코구마 스카이블루 첫 등장. 류테이오 첫 합체. | 사구마 코타로         | 조그만 거인, 빅 스타! (小さな巨人、ビッグスター！ 지사나 교진 빗구 스타[*])                                                |
| 04월 23일        | 2018년 8월 11일 2022년 8월 9일                                             | 스페이스 11         | | 럭키                  | 우주를 구할 세 개의 큐타마(우주를 구할 세 개의 스타볼) (宇宙を救う3つのキュータマ 우추 오 스쿠우 밋쓰 노 규타마[*])        |
| 04월 30일        | 2018년 8월 11일 2022년 8월 16일                                            | 스페이스 12         | | 사구마 코타로         | 11명의 궁극의 올스타 (１１人の究極のオールスター 주이치닌 노 규쿄쿠 노 오루 스타[*])                                       |
| 05월 07일        | 2018년 8월 18일 2022년 8월 23일                                            | 스페이스 13         | | 스팅거                | 스팅거, 형에게 도전! (スティンガー、兄への挑戦！ 스틴가 아니 에 노 조센[*])                                                |
| 05월 14일        | 2018년 8월 18일 2022년 8월 30일                                            | 스페이스 14         | | 스팅거                | 춤춘다! 우주용궁성! (おどる！宇宙竜宮城！ 오도루 우추 류구조[*])                                                           |
| 05월 21일        | 2018년 8월 25일 2022년 9월 6일                                             | 스페이스 15         | | 챔프                  | 바다의 행성 베라의 구세주 (海の惑星ベラの救世主 우미 노 와쿠세이 베라 노 규세이슈[*])                                      |
| 05월 28일        | 2018년 8월 25일 2022년 9월 13일                                            | 스페이스 16         | | 스팅거                | 스팅거, 형과의 재회 (スティンガー、兄との再会 스틴가 아니 도 노 사이카이[*])                                               |
| 06월 04일        | 2018년 9월 1일 2022년 9월 20일                                             | 스페이스 17         | | 챔프                  | 어둠의 돔을 비추는 태양! (闇のドームを照らしタイヨウ！ 야미 노 도무 오 데라시 다이요[*])                                   |
| 06월 11일        | 2018년 9월 1일 2022년 9월 27일                                             | 스페이스 18         | | 스팅거                | 긴급 출동! 스페이스 히어로! (緊急出動！スペースヒーロー！ 긴큐 슈쓰도 스페스 히로[*])                                      |
| 06월 25일        | 2018년 9월 8일 2022년 10월 4일                                             | 스페이스 19         | | 럭키                  | 숲의 행성 키르의 정령 (森の惑星キールの精霊 모리 노 와쿠세이 기루 노 세이레이[*])                                          |
| 07월 02일        | 2018년 9월 8일 2022년 10월 11일                                            | 스페이스 20         | | 챔프, 스팅거          | 스팅거 vs 스콜피오 (スティンガーVSスコルピオ 스틴가 다이 스코루피오[*])                                                    |
| 07월 09일        | 2018년 9월 15일 2022년 10월 18일                                           | 스페이스 21         | | 럭키                  | 안녕, 스콜피오! 아르고선, 부활의 때! (さらばスコルピオ！アルゴ船、復活の時！ 사라바 스코루피오 아루고센 훗카쓰 노 도키[*]) |
| 07월 23일        | 2018년 9월 15일 2022년 10월 25일                                           | 스페이스 22         | 호우호우 솔저 첫 등장. 기간트 피닉스 첫 변신. | 럭키                  | 전설의 구세주의 정체 (伝説の救世主の正体 덴세쓰 노 규세이슈 노 쇼타이[*])                                                  |
| 07월 30일        | 2018년 9월 22일 2022년 11월 1일                                            | 스페이스 23         | | 오오토리 츠루기       | 이 몸의 방패가 돼라! (俺様の盾になれ！ 오레사마 노 다테 니 나레[*])                                                        |
| 08월 06일        | 2018년 9월 22일 2022년 11월 8일                                            | 스페이스 24         | | 오오토리 츠루기       | 나는 싸우는 방패가 되겠어! (俺は戦う盾になる！ 오레 와 다타카우 다테 니 나루[*])                                           |
| 08월 13일        | 2018년 9월 29일 2022년 11월 15일                                           | 스페이스 25         | | 오오토리 츠루기       | 행성 토키, 소년의 결의!(행성 타임! 소년의 결심) (惑星トキ、少年の決意！ 와쿠세이 도키 쇼넨 노 게쓰이[*])                   |
| 08월 20일        | 2018년 9월 29일 2022년 11월 22일                                           | 스페이스 26         | | 나가레이              | 어둠의 전사, 헤비츠카이 메탈(어둠의 전사, 오퓨크스 메탈)                                                                   |
| 08월 27일        | 2018년 10월 6일 2022년 11월 29일                                           | 스페이스 27         | | 밸런스                | 오리온 호에 인더베이 패닉!?(인더베이 패닉 in 오리온호!?)                                                                   |
| 09월 03일        | 2018년 10월 6일 2022년 12월 6일                                            | 스페이스 28         | | 나가 레이, 밸런스     | 괴도 BN단, 해산... |
| 09월 10일        | 2018년 10월 13일 2022년 12월 13일                                          | 스페이스 29         | | 나가 레이             | 오리온 좌, 최강의 전사 |
| 09월 17일        | 2018년 10월 13일 2022년 12월 20일                                          | 스페이스 30         | | 럭키                  | 아자! 기적의 큐타마(아싸! 기적의 스타볼)                                                                                   |
| 09월 24일        | 2018년 10월 20일 2022년 12월 27일                                          | 스페이스 31         | | 나가 레이             | 나가 탈환 대작전!(나가 구출 대작전!)                                                                                       |
| 10월 01일        | 2018년 10월 20일 2023년 1월 3일                                            | 스페이스 32         | 일본판 기준으로 9시 30분에 방송 | 럭키, 쇼 론포         | 오리온 호여, 영원히!(오리온호여, 영원하라!)                                                                                |
| 10월 08일        | 2018년 10월 27일 2023년 1월 10일                                           | 스페이스 33         | | 오오토리 츠루기       | 발진! 배틀 오리온 쉽 |
| 10월 15일        | 2018년 10월 27일 2023년 1월 17일                                           | 스페이스 34         | | 오오토리 츠루기, 럭키 | 수수께끼의 복면전사 나타나다!(복면을 쓴 의문전사 나타나다!)                                                                |
| 10월 22일        | 2018년 11월 3일 2023년 1월 24일                                            | 스페이스 35         | | 나가 레이             | 우주 no.1 아이돌의 비밀 |
| 10월 29일        | 2018년 11월 3일 2023년 1월 31일                                            | 스페이스 36         | | 럭키                  | 럭키의 고향에 숨겨진 비밀                                                                                                  |
| 11월 12일        | 2018년 11월 10일 2023년 2월 7일                                            | 스페이스 37         | 럭키의 아버지 첫 등장. 럭키의 아버지 퇴장. | 럭키                  | 럭키, 아버지와의 재회 |
| 11월 19일        | 2018년 11월 10일 2023년 2월 14일                                           | 스페이스 38         | | 스팅거                | 기절초풍!위기 9연발！(럴수 럴수 이럴수! 위기 9발!)                                                                         |
| 11월 26일        | 2018년 11월 17일 2023년 2월 21일                                           | 스페이스 39         | | 오오토리 츠루기       | 페르세우스자리의 대모험 |
| 12월 03일        | 2018년 11월 17일 2023년 2월 28일                                           | 스페이스 40         | | 럭키                  | 개막！지옥의 데스볼 |
| 12월 10일        | 2018년 11윌 24일 2023년 3월 7일                                            | 스페이스 41         | | 럭키                  | 돌입！행성 서던크로스 (돌진!행성 서던크로스)                                                                               |
| 12월 17일        | 2018년 11월 24일 2023년 3월 14일                                           | 스페이스 42         | | 럭키                  | 아버지냐? 우주냐? 럭키의 각오(아버지냐? 우주냐? 럭키의 결심)                                                               |
| 12월 24일        | 2018년 12월 1일 2023년 3월 21일                                            | 스페이스 43         | | 럭키                  | 성야에 맹세하는 아자, 럭키                                                                                                 |
| 2018년 01월 07일 | 2018년 12월 1일 2023년 3월 28일                                            | 스페이스 44         | 쿠엘보 복귀. 돈 아르마게의 정체 밝혀짐. | 오오토리 츠루기       | 돈 아르마게의 정체 |
| 01월 14일        | 2018년 12월 1일 2023년 4월 4일                                             | 스페이스 45         | | 오오토리 츠루기       | 츠루기의 목숨과 지구의 위기(닉의 목숨과 지구의 위기)                                                                       |
| 01월 21일        | 2018년 12월 8일 2023년 4월 11일                                            | 스페이스 46         | 쇼 론포 퇴장. 돈 아르마게, 오오토리 츠루기에게 빙의 | 오오토리 츠루기       | 희망과 절망의 갈림길에서(희망과 절망의 틈에서)                                                                             |
| 01월 28일        | 2018년 12월 15일 2023년 4월 18일                                           | 스페이스 47         | 랩터 283, 스팅거, 가루, 밸런스, 챔프, 나가 레이, 하미, 스파다, 사쿠마 코타로 퇴장. 랩터 283, 스팅거, 가루, 밸런스, 챔프, 나가 레이, 하미, 스파다, 사쿠마 코타로, 쇼 론포, 오오토리 츠루기 복귀. 돈 아르마게 퇴장. | 럭키                  | 구세주들의 약속 |
| 02월 4일         | 2018년 12월 15일 2023년 4월 25일                                           | 스페이스 파이널     | 돈 아르마게 로봇전, 갤럭시 포스의 2년후 스토리. 스페셜 에피소드 | 럭키                  | 우주에 울려퍼져라! 아자, 럭키!                                                                                             |

-